# Comprensione (logica)
In logica e semantica, la comprensione è una caratteristica di concetti, segni e nomi.
La distinzione tra comprensione (in francese, compréhension) ed estensione (in francese, extension) fu introdotta con la Logica di Port-Royal (1662) da Antoine Arnauld e Pierre Nicole e divenne poi uno standard della logica tradizionale (cioè quella antecedente a Boole e Frege).
Scrive Arnauld:
In altre parole, un concetto (ad esempio, 'sedia') può essere illustrato indicando quali sono le proprietà che un certo oggetto deve avere per essere correttamente indicato come "sedia": la comprensione del concetto di sedia conterrà dunque altri concetti (cioè determinazioni o note), come 'oggetto materiale', 'mobile', 'sedile', 'elemento d'arredamento', 'ha un solo posto', ecc. L'estensione è invece l'ambito di riferimento del concetto dato (in questo caso, 'sedia'): una definizione estensiva consiste nell'indicare esempi concreti di sedie per illustrare il concetto.
Più ricca è la comprensione di un concetto, minore sarà la sua applicabilità agli oggetti. In altre parole, tra comprensione ed estensione vige un rapporto di proporzionalità inversa. Se, infatti, al concetto considerato di 'sedia' togliamo (impoverendolo) il concetto 'ha un solo posto', l'estensione si arricchirà, potendo a quel punto comprendere anche i divani. All'opposto, più è determinato un concetto, più si avvicina a riferirsi ad un individuo.